# Clan Jinbō
Il Clan Jinbō (神保氏?, Jinbō-shi) fu un nobile clan giapponese della provincia di Etchū. Probabilmente fra i servitori del clan Hatakeyama, furono costantemente in guerra con i rivali locali del clan Shiina, gli ikkō-ikki, e il clan Nagao di Echigo. Erano incastellati presso Toyama.
Sconfitti da Nagao Tamekage nel 1520, godettero di un breve periodo di potere locale con Jinbō Nagamoto, ma quando Uesugi Kenshin si schierò con gli Shiina persero il loro castello di Toyama e divennero vassalli del clan Uesugi.